# Total Eclipse of the Heart
Total Eclipse of the Heart ist ein von Bonnie Tyler interpretiertes Lied aus dem Jahr 1982, das von Jim Steinman geschrieben und produziert wurde. Das Stück erschien auf Tylers Album Faster Than the Speed of Night.

## Entstehung
Ursprünglich wurde der Song dem Sänger Meat Loaf für sein Album Midnight at the Lost and Found angeboten. Meat Loafs Plattenfirma weigerte sich jedoch, Steinman dafür zu bezahlen, und so schrieb Meat Loaf die Songs für sein Album selbst.
Die Original-Albumversion des Liedes ist mehr als sieben Minuten lang, weswegen im Radio meistens eine gekürzte Version gespielt wird. Bei dieser wurden die zweite und dritte Strophe entfernt und die verlängerte Ausblendung gekürzt, so dass die Spieldauer nur noch 4:30 Minuten beträgt. Die für das Musikvideo verwendete Version, bei der die zweite Strophe beibehalten wurde, ist etwa fünfeinhalb Minuten lang.

## Mitwirkende
- Roy Bittan – Klavier
- Steve Buslowe – Bass
- Rick Derringer – Gitarre
- Rory Dodd – Begleitgesang (singt die Zeile „Turn around“)
- Larry Fast – Synthesizer
- Jimmy Maelen – Perkussion
- Steve Margoshes – Synthesizer
- Eric Troyer – Begleitgesang
- Bonnie Tyler – Gesang
- Max Weinberg – Schlagzeug

## Musikvideo
Das Musikvideo zu Total Eclipse of the Heart wurde im Holloway-Sanatorium in England gedreht. Das Storyboard stammt von Jim Steinman, der sich von dem Film Futureworld – Das Land von Übermorgen inspirieren ließ. Regie führte Russell Mulcahy. Das Video zeigt Bonnie Tyler in weiß gekleidet, die einen Traum oder eine Phantasie von Schülern in einem Jungeninternat hat. Die männlichen Protagonisten tanzen und nehmen an verschiedenen Schulaktivitäten teil, wie beispielsweise Schwimmen, Fechten, Football und Chorsingen.
Jim Steinman hatte für den Song den Titel Vampires in Love angedacht. Entsprechend nahm er Einfluss auf den Regisseur Russell Mulcahy, um das Video mehr nach einer Vampirgeschichte aussehen zu lassen. Bonnie Tyler war mit dieser Auslegung sehr unzufrieden, und es kam zum Streit zwischen ihr und Russell Mulcahy und auch Jim Steinman.

## Kommerzieller Erfolg

### Chartplatzierungen
Der Song erreichte Platz eins in Großbritannien, den USA, Australien und Norwegen. In Schweden und der Schweiz erreichte die Single Platz drei, in Deutschland Platz 16. In den Billboard-Jahrescharts für 1983 belegte der Titel Platz 6. Tyler ist die einzige Sängerin aus Wales, die bislang einen Nummer-eins-Hit in den USA hatte.
| ChartsChartplatzierungen       | Höchstplatzierung | Wochen |
| ------------------------------ | ----------------- | ------ |
| Deutschland (GfK)              | 16 (18 Wo.)       | 18     |
| Schweiz (IFPI)                 | 3 (9 Wo.)         | 9      |
| Vereinigte Staaten (Billboard) | 1 (29 Wo.)        | 29     |
| Vereinigtes Königreich (OCC)   | 1 (16 Wo.)        | 16     |

| ChartsJahrescharts (1983)      | Platzierung |
| ------------------------------ | ----------- |
| Vereinigte Staaten (Billboard) | 6           |
| Vereinigtes Königreich (OCC)   | 5           |

### Auszeichnungen für Musikverkäufe
| Land/Region                  | Auszeichnungen für Musikverkäufe (Land/Region, Auszeichnung, Verkäufe) | Verkäufe  |
| ---------------------------- | ---------------------------------------------------------------------- | --------- |
| Australien (ARIA)            | 4× Platin                                                              | 280.000   |
| Dänemark (IFPI)              | Platin                                                                 | 90.000    |
| Deutschland (BVMI)           | Gold                                                                   | 250.000   |
| Frankreich (SNEP)            | Gold                                                                   | 500.000   |
| Italien (FIMI)               | Platin                                                                 | 50.000    |
| Kanada (MC)                  | Platin                                                                 | 100.000   |
| Neuseeland (RMNZ)            | 2× Platin                                                              | 60.000    |
| Portugal (AFP)               | Gold                                                                   | 5.000     |
| Spanien (Promusicae)         | 2× Platin                                                              | 120.000   |
| Vereinigte Staaten (RIAA)    | Platin                                                                 | 1.000.000 |
| Vereinigtes Königreich (BPI) | 2× Platin (Sony Music) · + Silber (RCA)                                | 1.400.000 |
| Insgesamt                    | 1× Silber · 3× Gold · 14× Platin ·                                     | 3.855.000 |

## Coverversionen
- Das London Symphony Orchestra nahm 1989 eine orchestrale Version des Stückes auf, die auf dem Album Rock Monuments zu hören ist.
- Nicki French veröffentlichte 1994 eine Dance-Version, die weltweit ein Erfolg wurde. In den USA und Australien schaffte es diese Version auf Platz zwei,[22][23] im Vereinigten Königreich auf Platz fünf.[24]
- 1997 schrieb Michael Kunze den Song für das Musical Tanz der Vampire mit dem Titel Totale Finsternis um. Eine tschechische Version (Úplné zatmění) existiert inzwischen ebenfalls.
- 2001 veröffentlichte Jan Wayne eine Dance-Version.
- Im Dezember 2003 wurde eine englisch-französische Duettversion mit dem Titel Si demain… (Turn Around) veröffentlicht. Sie wurde von Bonnie Tyler und Kareen Antonn gesungen und erreichte Platz eins in Frankreich und Belgien; in der Schweiz schaffte es die Version auf Platz sieben und wurde weltweit etwa zwei Millionen Mal verkauft.[25]
- Die norwegische Band Hurra Torpedo veröffentlichte 2005 eine Coverversion, die aufgrund der Verwendung von Küchenmobilaar als Schlagzeug[26] eine für die Band vergleichsweise große Reichweite hatte.
- 2006 nahmen Westlife den Song für ihr Album The Love Album auf.
- 2007 nahm BabyPinkStar den Song zusammen mit Bonnie Tyler in einer Punk-/Elektro-Remix-Version auf.
- 2011 erschien eine italienische Version mit dem Namen Eclissi Del Cuore, gesungen von L’Aura feat. Nek.
- 2017 wurde das Lied von der Symphonic-Metal-Band Exit Eden für ihr Album Rhapsodies in Black gecovert.